# Ōkubo Hikozaemon

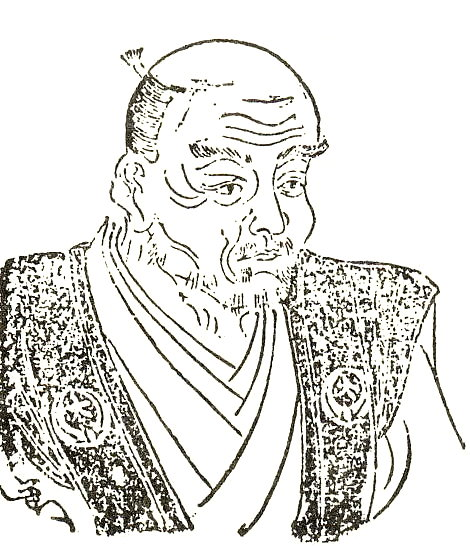
Ōkubo Hikozaemon

Ōkubo Hikozaemon (japanisch 大久保 彦左衛門; geboren 1560 in Odawara (Provinz Sagami); gestorben 2. April 1639 in Edo) war ein japanischer Samurai der  Azuchi-Momoyama- und frühen Edo-Zeit.

## Leben und Wirken
Ōkubo Hikozaemon wurde als achter Sohn von Ōkubo Tadakazu (大久保 忠員; 1511–1583) geboren. Er hieß zuerst Tadao (忠雄), später Tadataka (忠教), sein Rufname war Heisuke (平助). Er diente dem Hause Matsudaira (die Familie nannte sich nach 1566 Tokugawa) in der Provinz Mikawa. Im Jahr 1576, im Alter von 16 Jahren, leistete er bereits in seiner ersten Schlacht hervorragende Dienste und wurde später zum Hatamoto ernannt.
Es heißt, dass Ōkubo sich entschieden weigerte, Daimyō zu werden, und auf Tokugawa Ieyasus Erkundigung mit „Tenka no go-ikenban“ (天下の御意見番) – „Die Antwort überlasse ich Ihnen“ antwortete. Er galt als schwierig, setzte sich aber dafür ein, die Stellung der Samurai, die mit dem System der Tokugawa-Regierung unzufrieden waren, zu verbessern. Für seinen Einsatz wurde er als Held gefeiert. Später diente er Tokugawa Hidetada und Tokugawa Iemitsu und spielte eine wichtige Rolle als Krieger in den Schlachten, der die Sengoku-Zeit überlebte.
Sein Buch „Mikawa Monogatari“ (三河物語) – „Die Geschichte der Provinz Mikawa“, das 1622 in drei Bände erschien, veranschaulicht den Geist der sogenannten „Mikawa-Samurai“ (三河武士). Seine Residenz befand sich in Kanda Surugadai () in Edo. Seine Vergütung betrug  2.000 Koku. Er besaß einen zweiten Wohnsitz im Landkreis Nukata (禄高郡), Provinz Mikawa.
Ōkubos Leben wurde zweimal Basis für Kinofilme und vielfach Basis für japanische Fernsehdramen. Beispielsweise wurde die Serie „Ōkubo Hikozaemon“ von Oktober 1973 bis Juni 1974 jede Woche Donnerstag von der „Kansai Telecasting Corporation“ ausgestrahlt.